# Bugalet
Un bugalet est un petit navire à deux mâts avec une voile carrée autrefois en usage principalement sur la côte de Bretagne, où il faisait le cabotage et dont le gréement est à peu près celui des bricks.
Le mot bugale signifie « enfants » en breton.